# Heinz-Jürgen Zierke
Heinz-Jürgen Zierke (* 8. Juli 1926 in Marienthal, Kreis Greifenhagen; † 23. Dezember 2015 in Prenzlau) war ein deutscher Dramaturg und Autor.

## Leben
Zierke besuchte zunächst die Volksschule in Wildenbruch, danach die Lehrerbildungsanstalt in Neiße und Patschkau, ehe er zum Reichsarbeitsdienst einberufen wurde. Im Zweiten Weltkrieg wurde er als Soldat eingezogen und geriet in sowjetische Kriegsgefangenschaft. Nach seiner Rückkehr aus der Gefangenschaft besuchte er die Vorstudienanstalt in Greifswald und begann ein Studium der Germanistik, das er nicht beendete. Ab 1950 arbeitete Zierke als Dramaturg am Theater von Greifswald und dem Stralsunder Theater. In der Zeit von 1952 bis 1962 war er Kulturfunktionär und von 1962 bis 1966 Chefdramaturg des Staatlichen Dorfensembles der DDR. Neben seiner Arbeit am Theater war Zierke ab 1966 zudem freischaffender Autor. Er lebte von 1969 bis 2013 in Stralsund, danach in Prenzlau.

## Auszeichnungen
- Fritz-Reuter-Preis des Bezirks Neubrandenburg (1967)
- Kunst- und Literaturpreis des Ostseebezirks (1973)

## Werke

### Historische Romane
- Das Mädchen aus Vineta, 2000
- Odins Schwert, 1990
- Wibald der Mönch, 1987
- Ich war Ferdinand von Schill, 1983
- Eine livländische Weihnachtsgeschichte, 1981
- Karl XII., 1978
- Nowgorodfahrer, 1973
- Sie nannten mich Nettelbeck, 1968
- Sieben Rebellen, 1967
- Das Gottesurteil, 1965

### Gegenwartsroman
- Eine Chance für Biggers, 1970

### Kinderbücher
- Der Dänenschatz, 1988
- Von einem, der auszog, Napoleon zu schlagen, 1975

### Sonstiges
- Spuk auf Spyker, 1998
- Pommern grient. Anekdoten, Witze und Schnurren, 1997
- Gänge durch eine alte Stadt. Riga, 1977